# トーマス・アンドリューズ (科学者)
トーマス・アンドリューズ（Thomas Andrews、1813年12月19日 - 1885年11月26日）は、アイルランドの化学者・物理学者である。気体と液体の相変化について研究し、臨界温度の概念を発見した。

## 生涯
アイルランドのベルファストに生まれた。グラスゴー大学でトーマス・トムソンのもとで化学を学び、ダブリンのトリニティカレッジを経て、1835年エディンバラ大学で薬学の博士号を得た。ベルファストに戻り、1845年に新設されたクイーンズ大学ベルファストの副学長、化学の教授に任じられた。研究の分野では、高温で化学反応の速度が早まることを示し、ピーター・テートとともにオゾンの研究も行った。
最も重要な業績は気体の液化に関する研究で、1860年代に炭酸ガスの圧力と温度、体積の関係について調査し、炭酸ガスが液化する臨界の圧力・温度（臨界点）のあることを見出した。アンドリューズの仕事は熱力学の分野で研究され、ルイ・ポール・カイユテらの酸素などの液化の成功につながることになった。
王立協会から1844年にロイヤル・メダルを受賞、1849年王立協会フェローに選出、1869年と1876年には同協会からベーカリアン・メダルを受賞し記念講演を行う。

## 関連記事
- 冷凍技術の年表